# Svazek obcí mikroregionu Hlučínska
Svazek obcí mikroregionu Hlučínska je dobrovolný svazek obcí v okresu Opava, jeho sídlem je Hlučín a jeho cílem je zlepšování a prohlubování hospodářské, kulturní a jiné spolupráce mezi členy. Sdružuje celkem 15 obcí z východní části historického regionu Hlučínsko a byl založen v roce 2001.

## Obce sdružené v mikroregionu
- Dolní Benešov
- Hlučín
- Bělá
- Bohuslavice
- Darkovice
- Děhylov
- Dobroslavice
- Hať
- Kozmice
- Ludgeřovice
- Markvartovice
- Píšť
- Šilheřovice
- Vřesina
- Závada